# Cluster de gènes
Pour les articles homonymes, voir Cluster.
Un cluster est un ensemble de deux gènes ou plus, qui dérivent d'un ancêtre unique obtenus par duplications successives. Ce cluster est le code d'une protéine. 
Étant donné que les populations ayant un ancêtre commun ont tendance à posséder les mêmes sortes de cluster de gènes, ils sont utiles pour retracer l'évolution dans le temps de ses populations.